# Elasticity
Elasticity je třetí EP amerického zpěváka Serje Tankiana, které vyšlo 19. března 2021 pod labelem Alchemy Recordings a BMG. Ke každé písní vznikl i videoklip.

## Vznik
Elasticity je složeno z pěti písní, které Tankian původně napsal o několik let dříve pro možné reunionové album System of a Down, k němuž nakonec nedošlo, protože se ostatní členové kapely neshodli na jejich vhodnosti pro nové SOAD album. Tankian se nakonec rozhodl nahrát skladby sám s Vlado Mellerem a Danem Montim a vydat je pod svým jménem. Jedná se o Tankianovo první album původních rockových a heavymetalových skladeb od alba Harakiri z roku 2012
Album mělo původně vyjít na podzim 2020, ale bylo odloženo kvůli obnoveným sporům mezi Arménií a Ázerbájdžánem. Na albu jsou některé texty odkazující na dokumentární film Truth to Power z roku 2021, který zachycuje Tankianovo úsilí o mezinárodní uznání arménské genocidy. Titulní skladba "Elasticity" byla vydána jako předprodejní singl a je k ní natočen videoklip v režii Vlada Kaptura, píseň "Rumi" zase pojednává o Tankianově synovi a stejnojmenném perském básníkovi.

## Seznam skladeb
Všechny skladby napsal(i) Serj Tankian. 
| Pořadí         | Název            | Délka |
| -------------- | ---------------- | ----- |
| 1.             | Elasticity       | 4:01  |
| 2.             | Your Mom         | 3:19  |
| 3.             | How Many Times?  | 4:16  |
| 4.             | Rumi             | 5:28  |
| 5.             | Electric Yerevan | 3:46  |
| Celková délka: | Celková délka:   | 20:49 |